# Graboszewo (Słupca)
Pour les articles homonymes, voir Graboszewo.
Graboszewo (prononciation : [ɡrabɔˈʂɛvɔ]) est un village polonais de la gmina de Strzałkowo dans le powiat de Słupca de la voïvodie de Grande-Pologne dans le centre-ouest de la Pologne.
Il se situe à environ 7 kilomètres au sud-ouest de Strzałkowo (siège de la gmina), à 9 kilomètres au sud-ouest de Słupca (siège du powiat) et à 59 kilomètres à l'est de Poznań (capitale régionale).

## Histoire
De 1975 à 1998, le village faisait partie du territoire de la voïvodie de Konin.

Depuis 1999, Graboszewo est situé dans la voïvodie de Grande-Pologne.